# Michel Leiris
Michel Leiris(n. 20 aprilie 1901, Paris, Franța – d. 30 septembrie 1990, Saint-Hilaire⁠(d), Île-de-France, Franța) a fost un scriitor, poet, etnolog și critic de artă francez.

## Biografie
Michel Leiris s-a născut într-o familie burgheză cultivată, care locuia pe strada Auteuil nr. 41, în arondismentul 16 din Paris. Deși era atras de artă și de scris, familia sa l-a îndrumat împotriva voinței sale spre studii de chimie. După 1918, a frecventat cercurile artistice, în special pe cele suprarealiste, până în 1929. S-a împrietenit cu figuri marcante precum Max Jacob, André Masson, Picasso ș.a. Opera sa a avut o influență importantă asupra cercetărilor etnografice și etnologice.
În 1935, în lucrarea L'Âge d'homme, Leiris se descria astfel:
„Tocmai am împlinit treizeci și patru de ani, jumătatea vieții. Fizic, am o înălțime medie, mai degrabă mic. Am părul castaniu, tuns scurt ca să evit să se onduleze, și totodată de teamă că s-ar putea instala o chelie amenințătoare. Din câte pot aprecia, trăsăturile caracteristice ale fizionomiei mele sunt: o ceafă foarte dreaptă, care cade vertical ca un zid sau o stâncă – trăsătură clasică (dacă e să dăm crezare astrologilor) a celor născuți sub semnul Taurului; o frunte proeminentă, ușor bombată, cu venele temporale excesiv de noduroase și proeminente. [...] Ochii mei sunt căprui, cu marginile pleoapelor de obicei inflamate; tenul meu este colorat; mi-e rușine de o neplăcută tendință spre roșeață și piele lucioasă [...]”— Je viens d’avoir trente-quatre ans, în Michel Leiris, L'Âge d'homme, Gallimard, 1939.
Bunicul patern al lui Michel Leiris, Jacques Eugène Leiris (1819–1893), funcționar comercial, a participat la evenimentele din iunie 1848.
Mama sa, Marie-Madeleine, născută Caubet (1865–1956), catolică ferventă, a urmat cursurile Universității Sorbona, vorbea fluent limba engleză, dar nu a exercitat nicio funcție remunerată.
Tatăl său, Eugène Leiris (1855–1921), a început să muncească de la vârsta de paisprezece ani. A fost agent de bursă al lui Eugène Roussel (1833–1894), apoi al succesorului acestuia, Jacques Sargenton, al cărui casier de titluri a fost, devenind ulterior mandatarul său. Stabilit pe cont propriu în jurul anului 1910, a devenit omul de afaceri al lui Raymond Roussel (fiul lui Eugène Roussel și scriitor admirat profund de Leiris). Eugène Leiris a decedat la 16 noiembrie 1921, în urma unei operații la prostată. Max Jacob, retras la sfârșitul lunii iunie 1921 în mănăstirea benedictină din Saint-Benoît-sur-Loire, i-a trimis la 18 noiembrie 1921 condoleanțe lui Michel Leiris. Aceasta a fost prima dintre scrisorile pe care i le-a adresat (două pe lună) în următorii doi ani. Cele șaizeci și șase de scrisori, dintre care cincizeci și două datate între noiembrie 1921 și decembrie 1923, păstrate de Leiris, au fost publicate.
Eugène și Marie Leiris, care pierduseră o fiică, Madeleine, au crescut patru copii: trei fii – Jacques (1896–1982), Pierre (1897–1975), ale căror două fiice, François și Henri, au murit în luptă în noiembrie 1944 – și Michel, precum și pe nepoata lor Juliette (1888–1992), nașa lui Michel. Pentru el, aceasta a fost o soră mai mare, o a doua mamă, dar și, datorită memoriei sale excelente, cea care l-a ajutat să verifice exactitatea amintirilor din copilărie. Juliette s-a căsătorit la 2 iunie 1910 cu Gustave Jannet (1883–1935). Cuplul s-a mutat la Paris, în apropierea familiei Leiris, ceea ce i-a permis lui Michel să continue să-și vadă sora zilnic.
Michel Leiris s-a căsătorit în 1926 cu Louise Godon (1902–1988), cunoscută sub numele de Zette, fiica „naturală” a lui Lucie Godon (1882–1945), care a pretins că era sora sa. Lucie a mai avut trei surori: Jeanne (1886–1973), Berthe (1893–1984), care s-a căsătorit în 1925 cu pictorul Élie Lascaux, și Germaine (1896–1918). Daniel-Henry Kahnweiler⁠(d) a trăit cu Lucie Godon începând din 1904 și s-a căsătorit cu ea în 1919. Astfel, Michel Leiris a devenit ginerele influentului negustor de artă, responsabil de carierele unor artiști precum Picasso, prieten cu Max Jacob, Georges Braque, Juan Gris și teoretician al cubismului. În cercul Kahnweiler frecventau regulat André Masson și prietenii săi, criticul de artă Maurice Raynal⁠(d) (1884–1954), Élie Lascaux, Suzanne Roger⁠(d) și soțul ei André Beaudin, sculptorul Jacques Lipchitz, muzicianul Erik Satie, dramaturgul Armand Salacrou și soția acestuia, Lucienne, precum și scriitorii și poeții Antonin Artaud, Charles-Albert Cingria⁠(d) (1883–1954), André Malraux și soția sa Clara.

### Studii
Părinții lui Michel Leiris s-au stabilit, în 1904, pe strada Michel-Ange nr. 8, într-un cartier din Auteuil. Între 1906 și 1909, Michel a frecventat, până inclusiv în clasa a noua, școala mixtă privată de pe strada Michel-Ange.
În octombrie 1909, a fost înscris la cursul Kayser-Charavay, de pe avenue Montespan, pe care l-a urmat timp de un an școlar. În octombrie 1910, s-a aflat în clasa a șaptea, iar în anul următor în clasa a șasea, la cursul Daguesseau, condus de abatele Llobet, pe strada Boileau.
Apoi, în octombrie 1912, a fost admis la liceul Janson-de-Sailly, unde a urmat cursurile clasei a cincea. În iulie 1914, a terminat clasa a patra, obținând premiul al doilea la limba franceză și premiul întâi la recitare. În iulie 1916, la finalul clasei a zecea, a primit premiile întâi la compoziție franceză și exerciții latine, însă, din motive disciplinare, a fost obligat să părăsească liceul Janson-de-Sailly. Familia sa l-a ferit de știrile legate de Primul Război Mondial.
În octombrie 1916, a fost înscris la școala Vidal de pe strada Passy, unde a urmat cursurile clasei a unsprezecea. În iulie 1917, a obținut prima parte a bacalaureatului (secția latină-limbi), cu indulgența comisiei. În octombrie 1917, s-a întors la cursul Kayser-Charavay pentru a urma clasa de filosofie. A eșuat, în iulie 1918, la a doua parte a bacalaureatului. În vara anului 1918, familia Leiris s-a mutat pe strada Mignet nr. 2, în arondismentul 16 din Paris. Michel a urmat cursuri de filosofie într-o școală privată, „școala Descartes”. A susținut din nou, la 28 octombrie 1918, a doua parte a bacalaureatului (filosofie), pe care a obținut-o „cu greu”, după cum mărturisea el însuși. În acea perioadă a descoperit jazzul, whisky-ul, cabaretele din Montmartre și cântărețele americane de culoare, precum Bricktop, stabilite la Paris după război.

### Din 1919 până la Al Doilea Război Mondial
În 1919, Michel Leiris, ducând o viață instabilă („de bâton de chaise”), a încercat să obțină un loc de muncă stabil. După două tentative ca angajat comercial la magazinele Peter Robinson și la comisionarul Max Rosambert, a renunțat foarte repede. În august, a început o relație care a durat patru ani cu cea pe care o numea în jurnalul său Daisy S. și, douăzeci de ani mai târziu, „Kay” în L’Âge d’homme.
În toamna anului 1920 s-a pregătit pentru examenul de admitere la Institutul de Chimie. În februarie 1921, i-a cunoscut pe Max Jacob, Maurice Ravel, Erik Satie și Georges Henri Rivière. La 15 decembrie 1921 și-a început serviciul militar la fortul din Aubervilliers, apoi la Institutul Pasteur, unde și-a încheiat cei doi ani de stagiu militar. În primăvara anului 1922 l-a întâlnit pe Antonin Artaud la Max Jacob, iar în octombrie s-a împrietenit cu pictorul André Masson. A devenit astfel unul dintre membrii centrali ai grupului de pe strada Blomet, alături de Masson, Georges Limbour⁠(d), Artaud și Roland Tual⁠(d).
Locuia încă la mama sa, pe strada Mignet, în arondismentul 16 din Paris, și pregătea, mai degrabă formal, un certificat de chimie. La 15 decembrie 1923, eliberat din serviciul militar, a renunțat la studiile de chimie. El însuși avea să scrie: „Am ascultat de chemarea vocației mele — și renunțând la studiile vagi pe care le urmasem până atunci — am părăsit laboratorul unde îmi terminasem stagiul […], hotărât să-mi dedic toată activitatea literaturii.” În martie 1924, l-a cunoscut pe Marcel Jouhandeau, legând o prietenie zbuciumată care s-a încheiat în 1936.
În octombrie 1926, Michel Leiris a lucrat ca reprezentant de carte, o meserie care îl plictisea, dar care îi lăsa timp pentru scris. A aderat la sindicatul CGT al V.R.P. (agenți comerciali). Era marxist, dar era sensibil și la criticile lui Boris Souvarine⁠(d) privind Partidul Comunist Sovietic.
La vârsta de 28 de ani a obținut primul său loc de muncă stabil; la 3 iunie 1929 s-a alăturat revistei Documents, fondată în 1929 de Georges Bataille, Georges Henri Rivière și Carl Einstein, cu sprijinul financiar al comerciantului de artă Georges Wildenstein, în calitate de secretar de redacție, succedându-i poetului și romancierului Georges Limbour⁠(d) și precedându-l pe etnologul Marcel Griaule, la întoarcerea acestuia din Etiopia. Această întâlnire a fost decisivă pentru cariera sa de etnograf.
Între 1929 și 1935 a urmat o analiză psihologică sub îndrumarea lui Adrien Borel. A simțit nevoia, fie pentru a o încheia, fie pentru a-i constata eșecul, de a scrie o autobiografie: L’Âge d’homme. Această primă operă a fost ulterior continuată prin cele patru volume ale seriei La Règle du jeu, redactate între 1948 și 1976.
Cu sprijinul lui Georges Henri Rivière, director adjunct al Muzeului de Etnografie de la Trocadéro începând cu 1929, Leiris a fost recrutat oficial, în ianuarie 1931, de Marcel Griaule ca om de litere și student în etnologie, având funcția de secretar-arhivist al misiunii etnografice „Dakar-Djibouti”. Deși nu avea o formare de etnolog, interesul manifestat în cadrul colaborării sale la revista Documents pentru relațiile dintre științele sociale și marxism i-a adus această nominalizare, într-un loc pe care Luis Buñuel îl refuzase. Michel Leiris a ținut jurnalul de bord al misiunii, care a devenit în esență propriul său jurnal de drum, publicat sub titlul L’Afrique fantôme, cu o tonalitate tot mai personală și intimă.

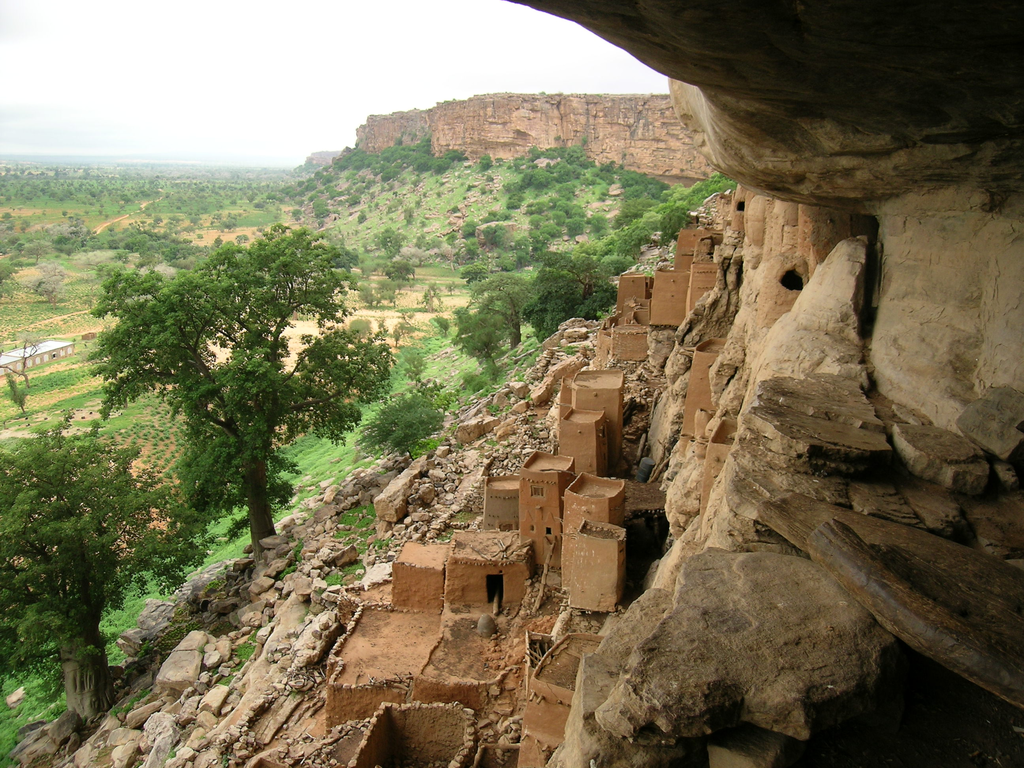
Faleza de la Bandiagara, în Mali, în Ținutul Dogon, unde Misiunea Dakar-Djibouti s-a oprit pentru o perioadă îndelungată.

Misiunea a inclus, în 1931, șase persoane: Marcel Griaule (șeful misiunii), Marcel Larget (naturalist, responsabil cu logistica și locțiitor), Leiris, Éric Lutten (anchete tehnologice și filmări), Jean Mouchet (studii lingvistice) și Jean Moufle (cercetări etnografice). Ulterior, li s-au alăturat André Schaeffner (muzicolog), Abel Faivre (geograf și naturalist), Deborah Lifchitz (1907–1943), lingvistă, și Gaston-Louis Roux, recrutat la recomandarea lui Leiris ca „pictor oficial al Misiunii”, însărcinat cu studierea și colectarea de picturi etiopiene vechi și realizarea de copii ale acestora. Lor li s-a adăugat Abba Jérôme Gabra Mussié, un învățat etiopian care a fost totodată interpretul și principalul informator al lui Leiris la Gondar.
La întoarcerea la Paris, Leiris a avut dificultăți de readaptare la viața pariziană. Locuia, împreună cu soția, tot la mama sa, pe strada Wilhem.
A început să studieze etnologia, urmând cursurile lui Marcel Mauss la Institutul de Etnologie, apoi a preluat conducerea Departamentului Africii Negre din cadrul Muzeului de Etnografie de la Trocadéro (predecesorul actualului Muzeu al Omului).
A renunțat, asemenea lui Paul Nizan (în Aden Arabie), la ideea călătoriei ca mod de evadare, semnând L’Afrique fantôme: un jurnal monumental de călătorie în care a deturnat metodele de anchetă și transcriere etnografică, aplicându-le descrierii vieții cotidiene și condițiilor de muncă ale echipei de cercetători. Publicarea acestui text în colecția „Les documents bleus” la Gallimard, în 1934, a provocat ruptura cu Marcel Griaule, care se temea că dezvăluirea metodelor brutale de colectare a unor obiecte sacre ar putea prejudicia reputația etnografilor.
Leiris și-a propus să obțină diplomele care să-i legitimeze activitatea. Lucrarea sa despre limba secretă a dogonilor, prezentată la École Pratique des Hautes Études, a fost amânată de Louis Massignon, care i-a reproșat stilul bazat pe „explozii succesive de gândire” și nu pe o logică discursivă. Totuși, și-a susținut teza în iunie 1938. Între timp, din ianuarie 1935, Leiris a început să urmeze cursurile lui Maurice Leenhardt despre religiile primitive la EPHE și, începând cu luna noiembrie, a început pregătirea unei licențe în litere la Sorbona.
În 1936 a obținut un certificat în istoria religiilor (opțiunea religii primitive), cu mențiunea „bine”, iar la 21 noiembrie același an un certificat de sociologie. În iunie 1937 a obținut un certificat în etnologie (opțiuni: lingvistică și Africa Neagră), mențiune „bine”, iar la 21 octombrie a primit diploma de amharică a Școlii naționale de limbi orientale, tot cu mențiunea „bine”. Între 1937 și 1939, a participat la activitățile Colegiului de Sociologie, fondat de Georges Bataille și Roger Caillois, care își propunea, printre altele, să „aplice” teoriile despre sacrul formulate de Marcel Mauss și Robert Hertz faptelor sociale și politice contemporane.

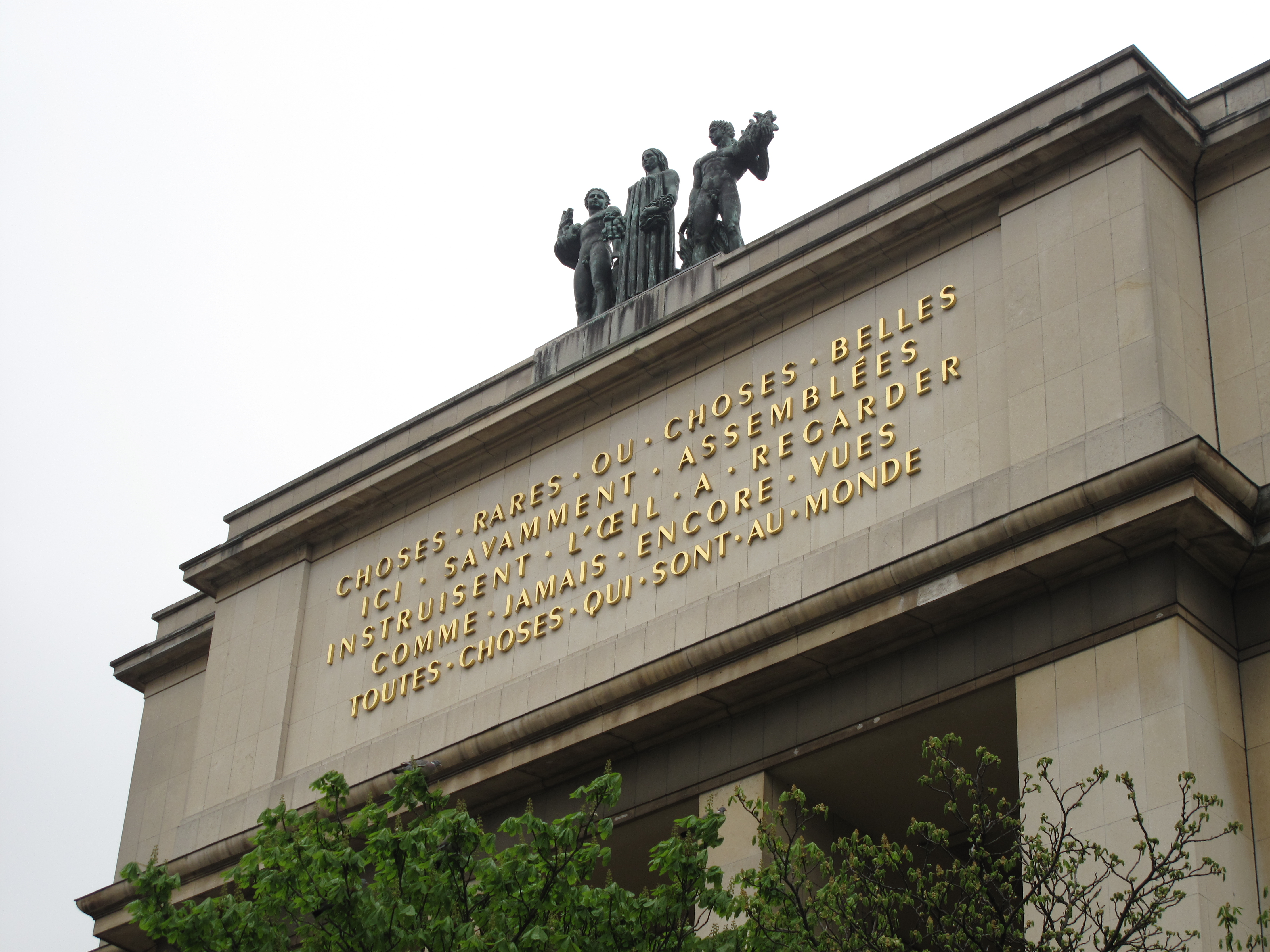
Frontonul Muzeului Omului cu versurile lui Paul Valéry.

În primăvara anului 1938, după ce a obținut licența în litere, Leiris a fost numit director de serviciu la Laboratorul de Etnologie al Muzeului Național de Istorie Naturală (adică la Muzeul Omului), apoi a devenit cercetător la Centrul Național de Cercetare Științifică (CNRS), rămânând totodată afiliat muzeului. A fost angajat acolo până la pensionare, în 1971.

### În timpul celui de-Al Doilea Război Mondial
În luna august 1940, lingvistul Boris Vildé⁠(d) (1908-1942), antropologul Anatole Lewitsky (1901-1942) și bibliotecara Yvonne Oddon (1902-1982) creează „sectorul Vildé” al rețelei de rezistență cunoscute sub numele de Grupul de la Muzeul Omului.
Leiris menține relații cordiale cu acest grup, fără însă a face parte din el, în special pentru a proteja securitatea și interesele lui Kahnweiler – care, fiind evreu, a fost nevoit să părăsească Parisul și să se refugieze în sud-vestul Franței – precum și ale galeriei Simon (care a devenit galeria Louise Leiris în 1941). Cu toate acestea, Michel Leiris și soția sa o adăpostesc fără nicio reținere în apartamentul lor de pe rue Eugène-Poubelle pe Deborah Lifchitz, evreică de origine poloneză. Această colaboratoare a misiunii Dakar-Djibouti, prietenă și colegă a lui Denise Paulme de la Muzeul Omului, moare la Auschwitz după arestarea sa de către poliția franceză, pe 21 februarie 1942. Leiris îi va dedica memoriei sale lucrarea La Langue secrète des Dogons de Sanga la momentul publicării, în 1948.
Spre sfârșitul războiului, Leiris organizează de asemenea, în apartamentul său, pe 19 martie 1944, lectura primei piese de teatru a lui Picasso, Le Désir attrapé par la queue, reunind o parte importantă a intelectualității pariziene (Sartre, Beauvoir, Lacan, Reverdy…) sub conducerea lui Albert Camus.

#### Regula jocului
Este în acești ani de război când prinde contur La Règle du jeu, o amplă și meticuloasă întreprindere autobiografică. Considerat unul dintre cei mai mari prozatori ai secolului XX (Georges Perec, Walter Benjamin, Claude Lévi-Strauss), Leiris reînnoiește complet acest gen literar, eliberându-l de cronologie, dislocând-o și procedând prin asocieri de imagini, de cuvinte și de idei, precum și prin analepsă. În același timp un exercițiu de și asupra memoriei, lucrarea este și o punere în abis a scrisului: a se scrie, a se descrie, a se trăi prin scris, o construcție literară care este totodată o conduită de viață, având ca ax o unică „regulă a jocului”, morală și estetică, întemeiată pe sacrificiul autorului și destinată creației „alchimice” a unui om nou, a unei noi legături comunitare. Între 1948 și 1976 sunt publicate patru volume: Biffures, Fourbis, Fibrilles, Frêle Bruit, în care, asemenea frazelor lungi, cu perioade și paranteze ce le străbat, se citește o formă de buclă autoreferențială – despre sine și despre raportul cu lumea, cu ceilalți, cu limbajul – care amintește de Eseurile lui Montaigne.

### După război

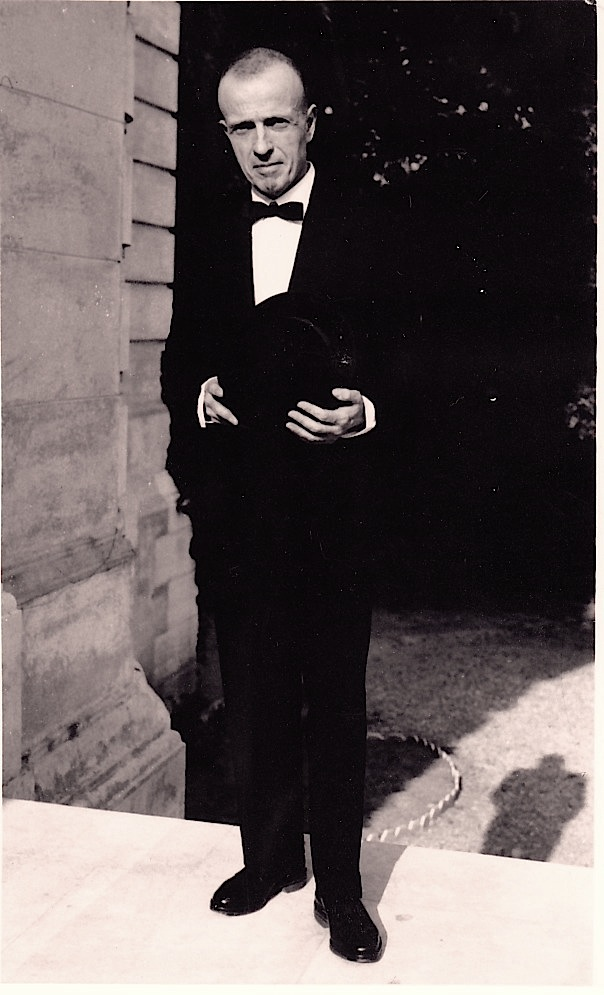
Michel Leiris în 1950.

În octombrie 1942, Leiris l-a întâlnit pe Sartre la Le Havre. Cei doi scriitori își citiseră reciproc operele și se apreciaseră: Leiris fusese subjugat de La Nausée, iar Sartre impresionat de L’Âge d’homme.
Această întâlnire va fi decisivă pentru gândirea și scriitura lui Leiris, până într-acolo încât va redacta o prefață amplă la L’Âge d’homme („Despre literatură considerată ca o coridă”), marcată de tematica sartriană a „literaturii angajate”. După Eliberare, devine membru al echipei fondatoare a revistei Les Temps modernes, condusă de Sartre. Participă de asemenea, împreună cu Alioune Diop, Aimé Césaire — de care se va apropia — și Georges Balandier, la fondarea revistei Présence africaine în 1945. Scrie, de asemenea, nuvele și numeroase poeme.
Paralel cu aceste activități, devenit etnolog și, începând din 1943, cercetător la CNRS în cadrul Muzeului Omului, va exercita o influență importantă asupra unei noi generații de etnologi, precum Georges Condominas, Georges Balandier, Paul Mercier sau Gilbert Rouget.
În 1948 și-a exprimat susținerea pentru sionism și pentru Grupul Stern, care „luptă împotriva imperialismului englez, nu doar ca inamic al poporului evreu, ci și ca asupritor al poporului arab.”
La Bordeaux, în 1951, a fost invitat la procesul celor 16 de la Basse-Pointe, tăietori de trestie din Martinica, acuzați de uciderea administratorului lor. Depune mărturie și declară că în Martinica a văzut „cel mai îngrozitor spectacol al mizeriei din [viața sa]”. Procesul se încheie cu achitarea tuturor acuzaților.
În 1957 a fost numit satrap al Colegiului de ’Pataphysique și publică numeroase texte în revista Colegiului.
În urma unei călătorii în China, încurajată de Asociația Prieteniilor franco-chineze împreună cu Jean-Paul Sartre, în loc să publice jurnalul entuziast așteptat despre sejurul său în țara comunistă, încearcă în 1957 să se sinucidă — fapt relatat în cel de-al treilea volum din La Règle du jeu, Fibrilles.

### Începând cu anii 1960
În 1960, Michel Leiris participă la fondarea și conducerea revistei Cahiers d'études africaines, publicată de École pratique des hautes études (Secția a VI-a).
În iulie același an, luând poziție împotriva colonialismului, este printre primii semnatari ai Manifestului celor 121 – Declarație privind dreptul la nesupunere în războiul din Algeria și este, de asemenea, membru al Mișcării pentru pace, publicată în septembrie în diverse periodice, care au fost confiscate; douăzeci și nouă dintre semnatari, printre care și Leiris, au fost inculpați pentru incitare la nesupunere și dezertare.
La 25 octombrie 1960, an în care coloniile franceze din Africa neagră și Madagascar își obțin independența, o comisie paritară a CNRS se reunește în consiliu disciplinar pentru a examina cazul cercetătorilor semnatari ai „Manifestului celor 121”. Pentru a se apăra, Leiris afirmă că vocația sa de etnolog îl împinge să apere popoarele pe care le studiază și al căror „avocat desemnat” este, „cel care, mai mult decât oricine, trebuie să se străduiască să le facă acceptate drepturile, inclusiv dreptul de a lupta la rândul lor pentru a deveni o națiune.” La 7 decembrie, i se aplică un avertisment.
În ianuarie 1961, la câteva luni după sancțiunea legată de semnarea „Manifestului celor 121”, este promovat la gradul de maître de recherche (cercetător principal) la CNRS.
Jean Rouch⁠(d) îi recomandă lui Leiris, în 1967, să candideze pentru gradul de director de cercetare la CNRS (ceea ce îi prelungește cariera cu trei ani). Este numit director de cercetare în ianuarie 1968.
Împreună cu Simone de Beauvoir, prezidează asociația prietenilor ziarului maoist La Cause du peuple. Se alătură mișcării din mai 1968.
În 1968 s-a alăturat lui André du Bouchet, Yves Bonnefoy, Paul Celan, Jacques Dupin și Louis-René des Forêts⁠(d) în comitetul de redacție al revistei L'Éphémère, până la ultimul număr în 1972.
Împreună cu Robert Jaulin și Jean Malaurie, asigură în anul 1969 critica teoriilor etnologice în cadrul învățământului „critic” și „polemic” susținut la Sorbona, în paralel cu cursurile oficiale de etnologie.
Pe lângă opera sa autobiografică, a lăsat studii importante de critică estetică și etnologie. A lucrat în special asupra credinței în posedare — cultul spiritelor „zar” — în nordul Etiopiei, analizând-o dintr-o perspectivă apropiată de tema sartriană a relei-credințe existențiale și de lucrările lui Alfred Métraux⁠(d), prieten apropiat al lui, asupra cultului voodoo în Haiti.
În ceea ce privește critica de artă, Leiris este unul dintre cei mai pătrunzători observatori ai timpului său, interesându-se în principal de pictura modernă figurativă, consacrând articole și eseuri marilor pictori „realisti” ai secolului XX: Pablo Picasso, Wifredo Lam, André Masson, Alberto Giacometti sau Francis Bacon (despre care se poate considera că a fost „descoperitorul” său), cu care a legat o prietenie încă din 1966.
În 1980, Leiris a refuzat Marele Premiu Național pentru Literatură.

### Ultimii ani

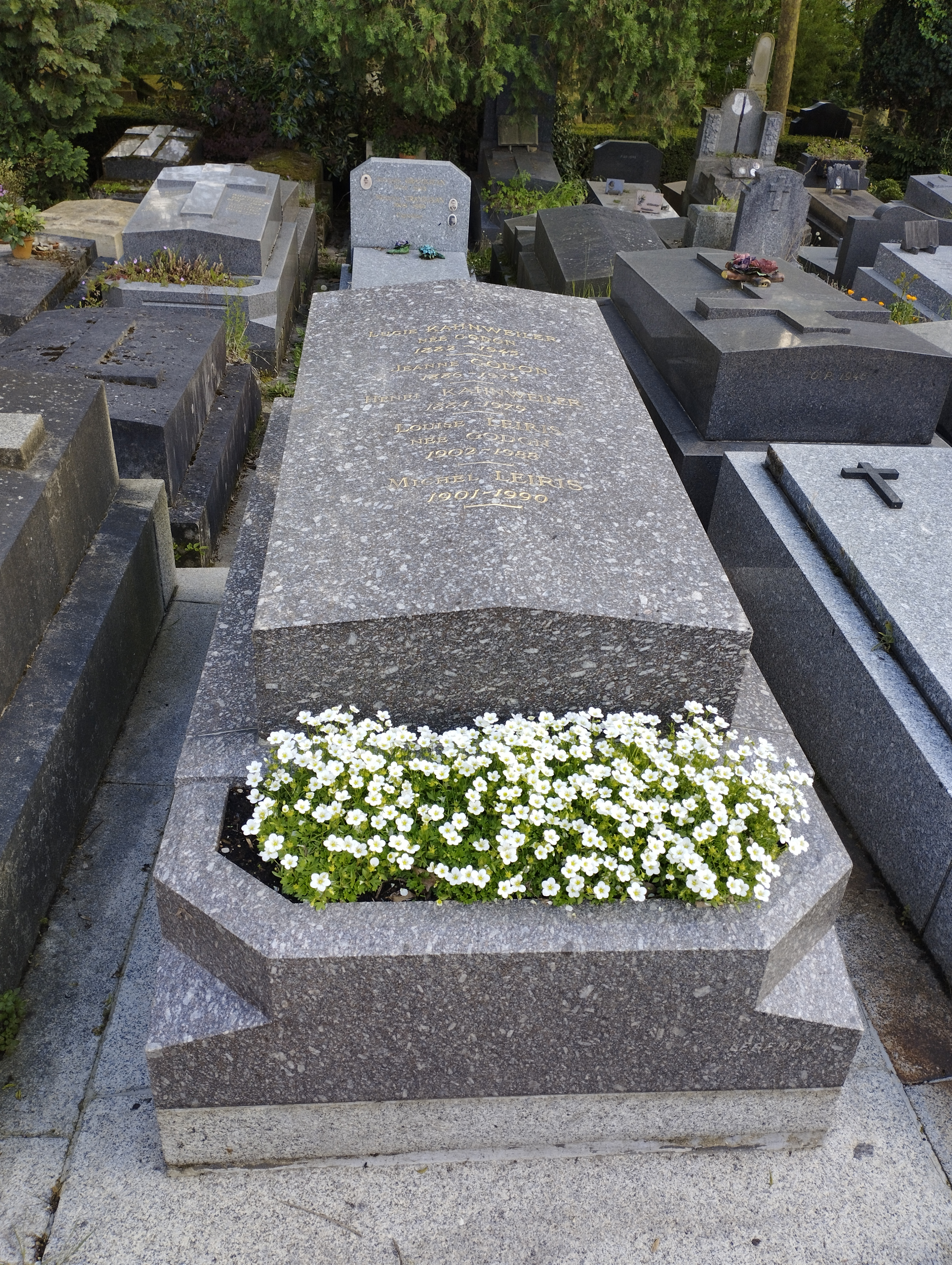
Mormântul lui Michel Leiris în cimitirul Père-Lachaise (diviziunea 97).

În noiembrie 1984, Michel și Louise Leiris au donat Muzeului Național de Artă Modernă (Centrul Cultural „Georges-Pompidou” – Paris) colecția lor de picturi și sculpturi, cuprinzând peste două sute cincizeci de opere (de Picasso, Bacon, Giacometti, Braque, Ernst, Gris, Masson, Klee, Miró, Vlaminck, Derain etc.).
Cu câteva luni mai devreme, biroul său de la Muzeul Omului îi este retras, o măsură semnalată la sfârșitul lunii septembrie de adunarea profesorilor de la Muzeul Național de Istorie Naturală, în urma protestelor și petițiilor personalului muzeului.
Împreună cu Jean Jamin, Leiris a fondat în 1986, la Muzeul Omului, revista de istorie și arhive ale antropologiei Gradhiva, astăzi publicată de muzeul Quai Branly, precum și colecția „Les cahiers de Gradhiva”, publicată la editura Jean-Michel Place. Ultimul său interviu este acordat lui Bernard-Henri Lévy la 18 septembrie 1989.
Spitalizat la Spitalul American din Neuilly (între 7 și 20 noiembrie 1989) în urma unui infarct, a murit duminică, 30 septembrie 1990, la ora 9:15 dimineața, în casa sa de la țară din Saint-Hilaire (Essonne). Este incinerat la crematoriul cimitirului Père-Lachaise pe 4 octombrie, iar cenușa sa este depusă în cavoul (diviziunea 97) în care se află Lucie (născută Godon, 1882–1945) și soțul ei Daniel-Henry Kahnweiler (1884–1979), Jeanne Godon (1886–1973) și Zette (Louise Alexandrine) Leiris (născută Godon, la 22 ianuarie 1902 la Paris, fiica lui Lucie, decedată la clinica Hartmann din Neuilly-sur-Seine, la 24 septembrie 1988).
Leiris și-a lăsat averea către Amnesty International, Federația Internațională pentru Drepturile Omului și Mișcarea împotriva rasismului și pentru prietenie între popoare (MRAP). Biblioteca sa, manuscrisele literare și corespondența sunt donate Bibliotecii Literare Jacques-Doucet, în timp ce lucrările și arhivele sale etnografice, documentele politice sunt depuse la biblioteca Laboratorului de Antropologie Socială al Collège de France. Jean Jamin a fost executorul său testamentar.
== Opere
Un număr mare dintre aceste opere au fost traduse în germană, engleză, italiană, spaniolă, portugheză (Brazilia), poloneză, română, rusă, japoneză, chineză (mandarină), sârbă.
L’Âge d’homme a făcut parte din programa de la agregarea pentru litere în 2005.
semnătura lui Michel Leiris
- 1925 - Simulacre, cu 7 litografii de André Masson, Paris, Galerie Simon, 112 exemplare numerotate, semnate de autor și ilustrator
- 1927 - Le Point cardinal, éditions du Sagitaire, Simon Kra
- 1934 - L’Afrique fantôme
- 1938 - Miroir de la tauromachie (eseu)
- 1939 - L’Âge d’homme
- 1943 - Haut Mal (poeme)
- 1946 - Aurora (roman)
- 1948 - Biffures (La Règle du jeu - I)
- 1948 - La Langue secrète des Dogons de Sanga (ediția a doua: 1992)
- 1951 - Race et Civilisation
- 1955 - Fourbis (La Règle du jeu - II)
- 1955 - Contacts de civilisations en Martinique et en Guadeloupe, J.-M. Tremblay, 2008
- 1958 - La Possession et ses aspects théâtraux chez les Éthiopiens de Gondar (ediția a doua mărită: 1980)
- 1961 - Nuits sans nuit et quelques jours sans jour
- 1964 - Grande fuite de neige
- 1964 - Miroir de la tauromachie, precedat de Tauromachies, G. L. M. impr. G. Lévis-Mano, ilustrat de André Masson, lucrarea este dedicată memoriei lui Colette Peignot
- 1966 - Fibrilles (La Règle du Jeu - III)
- 1966 - Brisées (antologie de articole)
- 1967 - Afrique noire : la création plastique (în colaborare cu Jacqueline Delange)
- 1969 - Cinq études d’ethnologie
- 1969 - Mots sans Mémoire (antologie de texte poetice)
- 1969 - Fissures
- 1971 - André Masson, "Massacres" et autres dessins
- 1974 - Francis Bacon ou la vérité criante
- 1976 - Frêle Bruit (La Règle du Jeu - IV)
- 1978 - Alberto Giacometti
- 1980 - Au verso des images
- 1981 - Le Ruban au cou d’Olympia
- 1985 - Langage, tangage, ou ce que les mots me disent
- 1987 - Francis Bacon
- 1987 - Roussel l’ingénu
- 1988 - À cor et à cri
- 1988 - À propos de Georges Bataille, Tours, Fourbis
- 1989 - Francis Bacon le hors-la-loi
- 1990 – Entre Augures (interviuri cu Jean Schuster)
- 1990 - Miroir de la tauromachie (ediție de lux, cu patru litografii semnate de Francis Bacon)
- 1991 - La Course de taureau (scenariu și text pentru comentariul filmului lui Pierre Braunberger - ediție de Francis Marmande)
- 1991 - Pierres pour un Alberto Giacometti

### Opere postume, jurnal și corespondență
Ediții de Jean Jamin
- 1992 - Zébrage (antologie de articole - ediție de Jean Jamin), Gallimard, colecția Folio Essais
- 1992 - Journal 1922-1989 (ediție de Jean Jamin, reeditare 2021), Gallimard
- 1992 - Operratiques (ediție de Jean Jamin), P.O.L.
- 1992 - C’est-à-dire (ediție postumă a unor interviuri realizate în 1986 și 1987 cu Jean Jamin și Sally Price), Jean-Michel Place
- 1994 - Journal de Chine (ediție de Jean Jamin), Gallimard
- 1994 - L’Homme sans honneur. Notes pour le sacré dans la vie quotidienne (ediție de Jean Jamin), Jean-Michel Place. Reeditare Paris: Allia, 2012, 114 p.
- 1998 - Roussel & Co. (ediție de Jean Jamin & Annie Le Brun), Fata Morgana

### Alte texte
- 1992 - Un génie sans piédestal (antologie de texte despre Picasso - ediție de Marie-Laure Bernadac), Fourbis
- 1992 - L’Évasion souterraine, ilustrat de Xavier (ediție de Catherine Maubon), Fata Morgana
- 1995 - Francis Bacon ou la brutalité du fait, Seuil
- 1997 - Wifredo Lam (ediție de Pierre Vilar), Didier Devillez Éditeur
- 2000 - Le Merveilleux (ediție de Catherine Maubon), Didier Devillez Éditeur
- 2000 - Correspondance Leiris-Paulhan, 1926-1962 (ediție de Louis Yvert), Éditions Claire Paulhan
- 2001 - Max Jacob, Lettres à Michel Leiris (ediție de Christine Van Rogger Andreucci), Honoré Champion
- 2002 - Ondes, urmat de Images de marque, Le temps qu’il fait
- 2002 - Correspondance André Castel-Michel Leiris, 1938-1958 (ediție de Annie Maïllis), Éditions Claire Paulhan
- 2004 - Échanges et correspondances, Bataille-Leiris (ediție de Louis Yvert), Gallimard
- 2004 - Francis Bacon, face et profil (reeditare 2008), Hazan
- 2013 - Correspondance Jacques Baron-Michel Leiris, 1925-1973, Joseph K.
- 2014 - Glossaire j’y serre mes gloses, ilustrat de André Masson, urmat de Bagatelles végétales, ilustrat de Joan Miró, ediție de Louis Yvert, Gallimard, colecția Poésie
- 2015 - Cahier Dakar-Djibouti (cu Marcel Griaule, Gaston-Louis Roux, André Schaeffner etc. - ediție de Marianne Lemaire & Éric Jolly), Éditions Les Cahiers
- 2021 - Michel Leiris-Marcel Jouhandeau, 1923-1977 (ediție Denis Hollier și Louis Yvert), Gallimard

### Antologii și ediții recente ale operelor
După publicarea, sub coordonarea lui Denis Hollier, a La Règle du jeu în 2003 în Biblioteca Pléiade, publicarea în aceeași colecție și sub aceeași conducere a celui de-al doilea volum al operelor lui Michel Leiris, cuprinzând L’Âge d’homme precedat de L’Afrique fantôme și numeroase anexe, inclusiv Miroir de la tauromachie, a fost realizată în noiembrie 2014.
- 1996: Miroir de l’Afrique (antologie postumă ilustrată cu principalele sale scrieri despre etnologia africană - ediție de Jean Jamin)
- 2003: La Règle du jeu (Bibliothèque de la Pléiade - ediție de Denis Hollier)
- 2011: Écrits sur l’art (antologie postumă a tuturor textelor despre pictură și sculptură - ediție de Pierre Vilar)
- 2014: L’Âge d’homme precedat de L’Afrique fantôme (Bibliothèque de la Pléiade - ediție de Denis Hollier)
- 2021: Journal (1922-1989) (ediție de Jean Jamin), ediție nouă revizuită și mărită, colecția Quarto, Gallimard)

### Cahiers Leiris
Editura Les Cahiers, specializată în editarea de caiete de autor, a publicat trei numere ale Cahiers Leiris. Fiecare număr adună o pluralitate inedită de studii, interviuri, mărturii, omagii, texte literare și documente iconografice. Orizonturile diverse ale colaboratorilor oferă o lectură încrucișată a lui Michel Leiris și a operei sale, precum și a moștenirii lor în reflecția și creația contemporană.
- 2007: Cahiers Leiris nr. 1 (450 pagini)
- 2009: Cahiers Leiris nr. 2 (368 pagini)
- 2012: Cahiers Leiris nr. 3 (272 pagini)